# جرن الشرفي (الرضمة)

تعديل مصدري - تعديل

جرن الشرفي محلة تابعة لقرية بيت أبو عسر الاعلى، التابعة لعزلة كحلان بمديرية الرضمة إحدى مديريات محافظة إب في الجمهورية اليمنية.، بلغ تعداد سكانها 46 حسب تعداد اليمن لعام 2004.